# Gretchen
Maria Odete Brito Miranda (Río de Janeiro, 29 de mayo de 1959), conocida artísticamente como Gretchen (hipocorístico alemán de Margarita), es una cantante, actriz y bailarina brasileña.
Es la hermana de la cantante y presentadora Sula Miranda y la madre del actor Thammy Miranda.

## Carrera

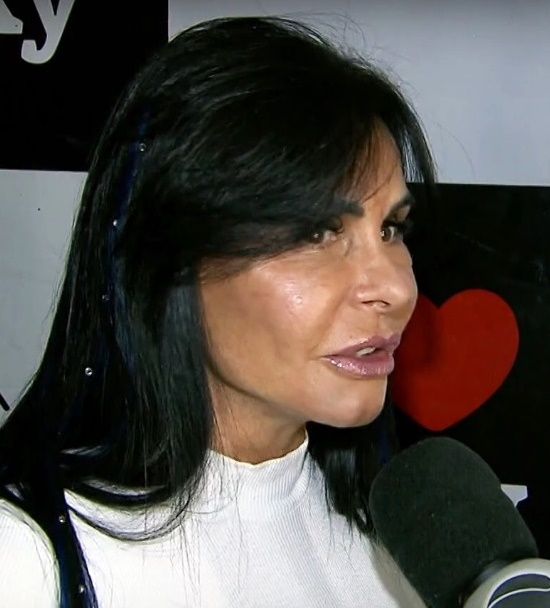
Gretchen durante uma entrevista em 2019.

### Carrera musical
Gretchen comenzó su carrera de cantante en la orquesta del Maestro Zaccaro en 1976. Siendo todavía una adolescente, integró en el grupo As Melindrosas con su prima Paula y sus hermanas Yara y Sula Miranda. Entonces comenzó su carrera en solitario (a finales de los 70, en la época de la música disco), con el sencillo Dance With Me, por lo que recibió un disco de oro por la venta de más de 150 000 copias. El estreno de Maria Odete como «Gretchen» en la televisión ocurrió en el programa de Carlos Imperial de la cadena de televisión brasileña Rede Tupi.
A lo largo de su carrera musical, ha vendido más de doce millones de discos. Ha compuesto canciones como "Freak la Boom Boom", "Conga, conga, conga", "Melô do piripipi" ("Je suis la Femme"), que fueron sus grandes éxitos. Estas canciones llegaron al primer lugar de las listas en casi toda América Latina.
Durante este período, Gretchen alcanzó un récord al participar en mil shows en menos de tres años, tornándose en una de las artistas brasileñas más exitosas de esa época. Vendió cinco millones de discos en Brasil y dos millones en Argentina, Paraguay y Uruguay con el álbum My Name is Gretchen. Se presentó en Corea del Sur, en toda Europa y en los Estados Unidos con espectáculos de lambada, un ritmo musical muy popular en los años 90. Hasta la actualidad, actúa en conciertos y en televisión y sigue grabando discos. Es ampliamente reconocida como la pionera de un estilo.

### Carrera cinematográfica
La carrera cinematográfica de Gretchen comenzó en 1979 en la película infantil Vamos Cantar Disco Baby junto a sus hermanas. En 1982, participó en la película Aluga-se moças, una pornochanchada que también contó con la participación de Rita Cadillac y que se tornó en una película de culto en Brasil. También actuó en A Roda do Brilho, de Deni Cavalcanti, junto con Alexandre Frota.

### Otras actividades
Gretchen posó desnuda para varias revistas brasileñas e internacionales, incluso a los 44 años cuando estaba embarazada en 2003.
Más tarde, decidió alejarse de la carrera artística y tratar de hacer carrera política. En 2008, mientras vivía en el estado de Pernambuco, se unió al Partido Popular Socialista y se postuló candidata para alcaldesa de la ciudad de Itamaracá, pero obtuvo sólo 343 votos.
En 2012, participó en la quinta edición del reality show A Fazenda en la TV Record.
Gretchen vivió en Portugal, donde fue dueña de una tienda de productos brasileños.[cita requerida]
Además, en 2017 participó en el "lyric video" de la famosa cantante Katy Perry "Swish Swish".